# Goveđari
Goveđari ist eine Ortschaft im Nordwestteil der Insel Mljet, hat 179 Einwohner und liegt oberhalb der Bucht Veliko Jezero. Ende des 18. Jahrhunderts wurde Goveđari von Benediktinern gegründet. Es ist der größte Ort im Nationalpark Mljet, dessen Verwaltung sich ebenfalls im Ort befindet.